# Arthur Verdier

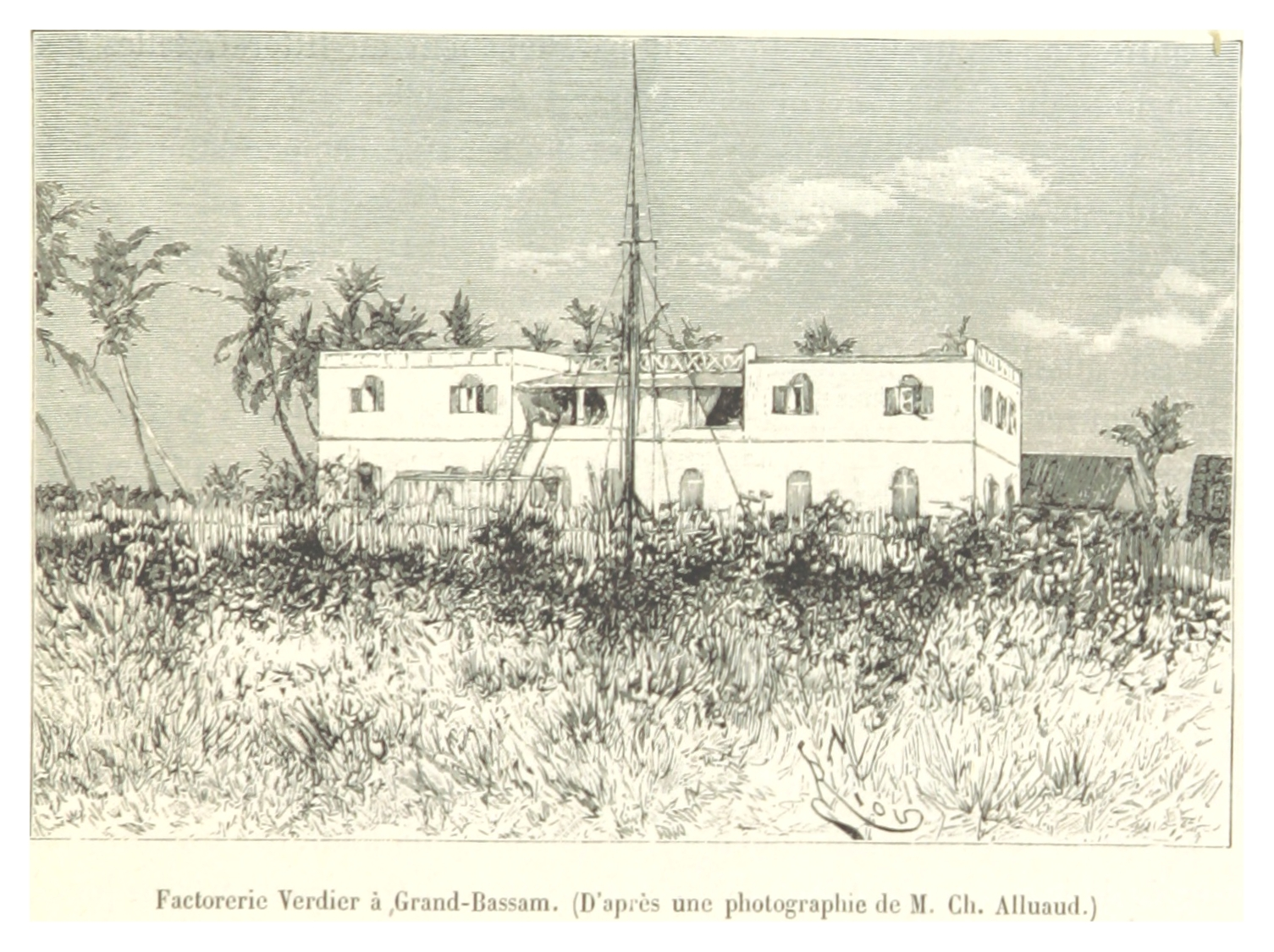
Handelsvertretung Verdiers in Grand-Bassam, nach einer Fotografie von M. Alluaud

Arthur Verdier (* 13. Oktober 1835 in La Rochelle; † 1898) war ein französischer Seemann, Reeder, Händler und Diplomat. Er gilt als einer der Gründer der französischen Kolonie Elfenbeinküste.

## Biographie
Arthur Verdier wurde als Sohn eines Kaufmanns geboren. Als sein Vater 1851 bankrottging, verließ er die Marineschule und heuerte auf der New-World, einem amerikanischen Schiff, an, das in La Rochelle auf Reede lag. Während der nächsten sechs Jahre arbeitete er sich vom Schiffsjungen über einen einfachen Seemann bis zum Leutnant hoch. Schließlich war er Kapitän auf großer Fahrt. Als Seemann nahm er auch an einer militärischen Expedition während des Krimkriegs teil. 1861 kommandierte er einen Dreimaster, die Sainte-Anne, ausgehend von Nantes nach Gabun. Zwischenstopps wurden in Sierra Leone und am Fluss Mellacorée gemacht, um eine Ladung Erdnüsse aufzunehmen. Das nahm zwei Monate in Anspruch, in denen er eine Begeisterung für das Leben in Afrika entwickelte, das zwar mühselig, aber frei war.
1862 ließ sich Verdier in Grand-Bassam nieder und wurde dort Festungskommandant. Nach einer Feuersbrunst 1864, die auch sein Haus vernichtete, kehrte er nach Frankreich zurück. Seine Wiederkehr nach Grand-Bassam erfolgte als Zivilist im Auftrag holländischer Händler. Verdier machte sich anschließend 1867 als Reeder selbstständig. Er betrieb drei Segelschiffe, die viermal jährlich zwischen La Rochelle und Grand-Bassam verkehrten, und bestimmte damit den gesamten Handel. Der Deutsch-Französische Krieg wirkte sich auch auf die Elfenbeinküste aus. Die etwa 300 Mann zählende Garnison wurde ins Heimatland abgerufen und Verdier verließ Grand-Bassam und zog nach Assinie. Infolge der französischen Niederlage wurde von den Engländern verlangt, dass nur noch die Kolonialgebiete zuerkannt werden sollten, die Frankreich auch militärisch in der Lage sind zu beherrschen. Deshalb verhängten die Briten 1873, im Zusammenhang mit Kriegshandlungen gegen örtliche Stämme, eine Blockade über Grand-Bassam. Das brachte den Handel zum Erliegen und traf Verdier finanziell empfindlich. 1878 sandten die Nzema eine Abordnung mit der Bitte sie zu beschützen, woraufhin im darauffolgenden Jahr die Befestigungsanlagen von Grand-Bassam und Assinie in Stand gesetzt wurden.
Ab 1878 wurde Verdier als résident de Gran-Bassam als offizieller ziviler Vertreter für Frankreich berufen. 1881 gründete er zusammen mit Amédée Brétignère eine Kaffeeplantage in Elima bei Assinie, für dessen Verwaltung er 1883 Marcel Treich-Laplène aus Frankreich holte. Im selben Jahr betrieb er erfolglose Versuche im Bergbau. 1887 beschloss die französische Regierung ein säkulares Schulprojekt in Elima aufzunehmen. Dazu wurde ein Lehrer aus Frankreich entsandt. Die Umsetzung gestaltete sich jedoch schwierig und Verdier musste den Großteil der Kosten aus eigenem Vermögen aufbringen. Verdier blieb bis 1889 offizieller Vertreter Frankreichs. Seit 1889 hatte Verdier immer mehr Probleme mit der Kolonialverwaltung. Insbesondere die Einführung von Zöllen provozierte wiederholt seinen Protest.
Verdier bemüht sich hartnäckig, eine exklusive Konzession zur Ausbeutung von Bodenschätzen und dem Handel mit Kaffee und Holz von der französischen Regierung zu erhalten. Er führte vor allem seine loyale Tätigkeit im Dienste Frankreichs in der Region, die er seit dreißig Jahren leistete, ins Feld. Er machte mehrere aufeinanderfolgende Vorschläge, die zunächst ein 99-jähriges Monopol vorsahen, das dann bis auf 20 Jahre gesenkt wurde. Bei seinen Vorstellungen für die Preisgestaltung der Rohstoffe waren seine Forderungen jedoch so exorbitant, dass die französischen Handelshäuser einen finanziellen Nachteil befürchteten, und die Regierung wurde aufgefordert ein Handelskontor einzurichten.
Zur Gründung der Kolonie Côte d’Ivoire 1893 bekam er dank des stellvertretenden Außenministers Théophile Delcassé schließlich eine Vereinbarung über 30 Jahre. Das stieß bei Binger, dem Gouverneur, auf Ablehnung. Verdier wurde beschuldigt mit seinem Monopol den Handel zu lähmen und sogar zu den Schwierigkeiten beigetragen zu haben, die der Expedition von Parfait-Louis Monteil widerfuhren. Verdier erkrankte 1884 und war bettlägerig, was ihn hinderte seinen Geschäften nachzugehen. Im Jahr 1895, in dem auch Französisch-Westafrika gegründet wurde, in dem die Elfenbeinküste aufging, wurde seine Konzession vom Kolonialminister Émile Chautemps mit der Begründung aufgehoben, dass er es versäumt habe, die vereinbarten Investitionen innerhalb der erforderlichen Frist zu tätigen. In der Folge kam der Handel in Grand-Bassam rasch zum Erliegen. Als Verdier 1898 verbittert und entmutigt starb, hatten die Handelsniederlassung in Assinie und die Plantage in Elima ihre Bedeutung weitestgehend eingebüßt.

## Ehrungen
- Der Boulevard Arthur Verdier in La Rochelle und die Rue Arthur Verdier in Dompierre-sur-Mer sind nach ihm benannt.
- In La Rochelle wurde Denkmal aufgestellt (aux Éléphants), auf dem er mit Marcel Treich-Laplène und Amédée Brétignère verewigt ist.[1]

## Publikationen
- Trente-cinq années de lutte aux colonies (Côte occidentale d’Afrique), Paris, Librairie africaine et coloniale, Joseph André et Cie, 1897
- La vérité à propos de l’expédition Monteil : questions coloniales, Côte d’Ivoire, Paris : S. Mercadier, 1895
- Blocus du territoir d´Assinie possession francaise par le gouverment anglais, Hachette Livre BNF, 2016, ISBN 2-01-130820-8